# Agence nationale pour l'emploi
Pour les articles homonymes, voir ANPE (homonymie) et Agence nationale pour l'emploi (homonymie).
L'Agence nationale pour l'emploi (ANPE) était un établissement public administratif français placé sous la tutelle du ministère de l'Économie, de l'Industrie et de l'Emploi, créée par l’ordonnance no 67-578 du 13 juillet 1967 sous l'impulsion de Jacques Chirac (alors secrétaire d'État aux problèmes de l'emploi sous la présidence de Charles de Gaulle) pour centraliser les offres et les demandes d'emploi, effectuer des statistiques sur le nombre de demandeurs d'emploi et gérer des centres de ressources pour aider les chercheurs d'emploi dans leurs démarches et leur parcours. Avec l’Unédic (et d’autres établissements), elle faisait partie du service public de l'emploi français et concrétisait le droit au travail reconnu par la Constitution de 1958.
Le 19 décembre 2008, elle a fusionné avec le réseau des Assédic pour former un service public de l'emploi unique comme cela existe en Allemagne, ou depuis une date plus récente en Grande-Bretagne, mais contrairement à ce qui existe au Danemark ou en Belgique. Ce nouvel organisme se nomme Pôle emploi. En 2024, l'organisme a changé de nom pour s'appeler France travail.

## Histoire

### Débuts et lancement
Avant la création de l'ANPE existaient déjà des systèmes facilitant la transmission d'informations entre employeurs et demandeurs de travail. En 1628 ou 1629, est créé le Bureau d'adresses par Théophraste Renaudot, destiné à recevoir les annonces proposant des emplois pour permettre aux pauvres de retrouver du travail[réf. nécessaire].
Au XIXe siècle, sans obligation légale, les municipalités françaises ont mis à disposition du mouvement ouvrier un simple local appelé « bourse du travail ». Ces structures ont servi à la fin du XIXe siècle à aider les syndicats à s'organiser. La première d'entre elles est fondée à Paris et ouvre ses portes le 3 février 1887.
La Fédération des bourses du travail se fonde en 1892 au congrès de Saint-Étienne. Son premier secrétaire est Fernand Pelloutier. La Fédération des Bourses du travail a été l'un des fondements du mouvement syndical français en organisant les travailleurs syndiqués dans les territoires.
Les bourses du travail ont connu leur apogée avant la Première Guerre mondiale, mais ensuite la priorité est donnée aux Unions départementales au détriment des bourses. Les services d'entraide des bourses sont peu à peu abandonnés sous l'influence des partis politiques de gauche qui les transfèrent vers les mairies ou l'État (secours du chômage, cours professionnels, placement gratuit).
Une organisation confessionnelle comme la Jeunesse ouvrière chrétienne a créé par exemple des bureaux de placement en 1935 dans la plupart des villes industrielles.
L’ANPE est créée en juillet 1967 par Jacques Chirac, alors secrétaire d'État à l'Emploi dans le gouvernement Pompidou. La France compte alors 430 000 demandeurs d'emploi, soit 2 % de la population active. Le premier directeur de l’ANPE, Guy Servat, est nommé en 1968. En 1974, parution du premier Répertoire opérationnel des métiers et des emplois (ROME), réalisé par des conseillers de l’ANPE, des représentants des employeurs et des organisations professionnelles. Depuis, ce document est régulièrement actualisé par une équipe spécialisée de la direction générale de l’ANPE, en relation avec les conseillers de son réseau et les fédérations professionnelles. L'affichage public des offres d'emploi est effectuée en 1976.
En 1982, l’actualisation par correspondance est mise en place pour éviter aux demandeurs d’emploi de se déplacer pour pointer physiquement à l’Agence. Mise en œuvre de la gestion informatisée de la demande d’emploi (GIDE) la même année. En 1983, Gérard Vanderpotte est nommé Directeur général de l’ANPE. La gestion informatisée des offres d’emploi est mise en place. En 1990, 1er contrat de progrès entre l’État et l’ANPE ; l’Agence s’engage à réformer son organisation, l’État renforce ses moyens. En 1993, Michel Bon est nommé Directeur général de l’ANPE. 1994, deuxième contrat de progrès signé le 5 juillet 1994 avec pour objectif l’amélioration des services aux clients. 1995, nomination de Michel Bernard Directeur général de l’ANPE. 1996, transfert de l’inscription aux Assedic permettant de simplifier les démarches des demandeurs d’emploi. En 1997, le site Internet anpe.fr est lancé avec succès. En 1998 commence la mise en œuvre du programme « Service personnalisé pour un nouveau départ vers l’emploi » (SPNDE) en direction des demandeurs d’emploi de longue durée et les jeunes en difficulté d’insertion. Création de l’Observatoire de l’ANPE (publication d’études et organisation des « Entretiens de l’emploi »), la même année. En 1999, l’ANPE est l'un des premiers organismes publics à s’engager dans une démarche de certification des engagements qualité. Le 3e contrat de progrès est signé avec pour objectif principal la lutte contre le chômage des jeunes et le chômage de longue durée.

### Années 2000 et fusion

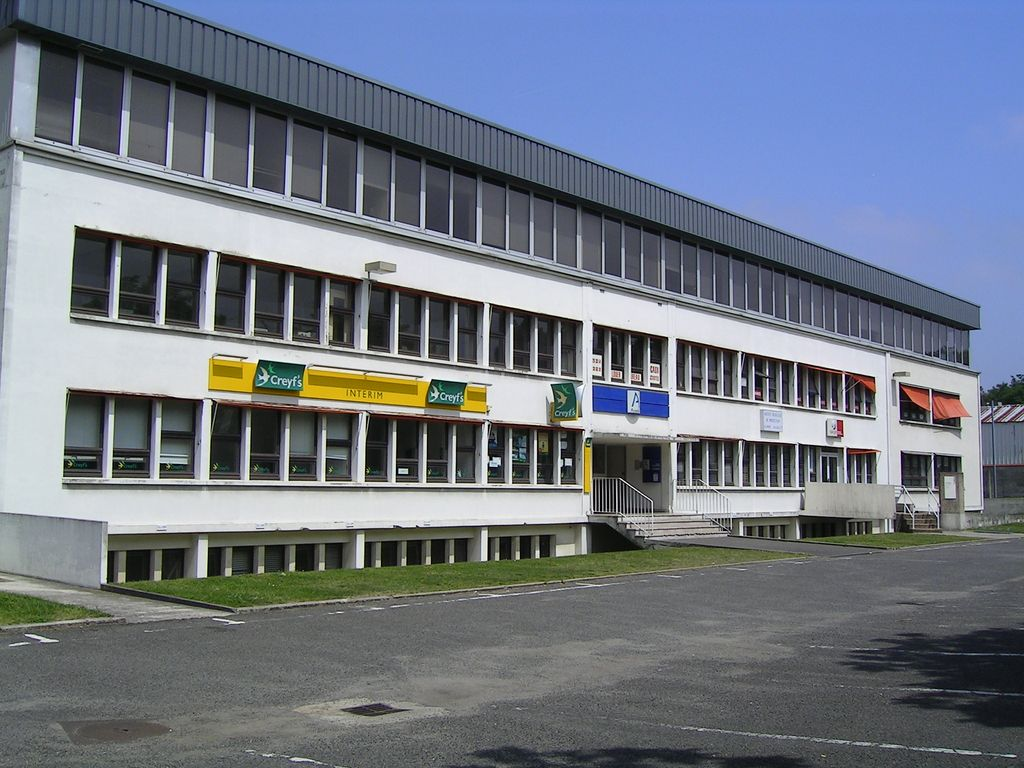
ANPE, localisée à Livry-Gargan.

En 2000, lancement du concept ALE 2000 (nouvelle organisation et aménagement des agences). 2001, mise en œuvre du PAP - Projet d’Action Personnalisé- avec notamment un suivi personnalisé au moins tous les six mois pour tous les demandeurs d’emploi (indemnisés ou non). 2002, dépôt immédiat d’offres et une banque de profils-CV anonyme sont mis en ligne sur www.anpe.fr. En 2004, plan national de lutte contre les difficultés de recrutement « Objectif 100 000 emplois ». Mise en œuvre des différents dispositifs de la Loi de Cohésion Sociale. Nouveau statut des agents ANPE introduisant une prime de performance individuelle pour le management en fonction de l’atteinte des objectifs quantitatifs et qualitatifs. En 2005, Christian Charpy est nommé comme Directeur général de l’ANPE. Des plateformes de vocation en direction des jeunes et adultes en difficulté d’insertion sont créées. La même année, mise en œuvre du Plan d’Urgence pour l’emploi, lancement de la Mission Emploi Quartiers et fin du monopole théorique de l’ANPE. 2006, mise en place du suivi mensuel personnalisé avec un conseiller référent. Signature du 4e contrat de progrès État-ANPE (2006-2010), avec pour objectif majeur le placement au service de l’ensemble des demandeurs d’emploi et des entreprises. 2007 : Expérimentation d'un dispositif nommé Cap vers l'entreprise (CVE) sur 6 régions.
En 2008, l'ANPE fusionne avec le réseau des Assedic pour former le Pôle emploi. La fusion de l'ANPE avec le réseau des Assedic était un élément du programme de Nicolas Sarkozy à l'élection présidentielle de 2007. Ce projet a été mis en œuvre par la loi no 2008-126 du 13 février 2008 relative à la réforme de l'organisation du service public de l'emploi. Cette loi instaure une institution nationale publique, dont le nom Pôle emploi a été choisi en octobre 2008. Elle reprend les missions de l'ANPE, du réseau des Assedic et pourrait, à terme, se voir confier d'autres missions notamment en matière d'orientation. L'Unédic reste responsable de l'administration de l'assurance chômage et des modalités d'indemnisation. La fusion de l’ANPE et du réseau des Assedic prend effet à la date de la première réunion du conseil d'administration de Pôle emploi le 19 décembre 2008. Prévue par la loi du 13 février 2008 relative à la réforme de l’organisation du service public de l’emploi, cette fusion crée un organisme unique chargé à la fois d’indemniser les chômeurs et de faciliter leur recherche d’emploi. Préalablement à la création de cette nouvelle institution, l'Agence était soumise au Code du travail, notamment les articles L. 5312-1 à L. 5312-4 pour la partie législative (nouvelle) et R. 5312-4 à R. 5312-68 de la partie réglementaire. La dernière réforme de son statut date du 14 mai 2007.

## Fonctionnement
Le directeur général est nommé en Conseil des ministres sur proposition du ministre de l'Économie, de l'industrie et de l’emploi. Le conseil d’administration est tripartite : État, employeurs, organisations syndicales.
Les objectifs de l’Agence s’inscrivent dans les contrats de progrès signés tous les cinq ans entre l’ANPE et l’État. Le quatrième contrat de progrès fixe les objectifs de l’agence pour les années 2006-2010 et les moyens alloués par l'État.

### Réseau ANPE à fin 2006
- La direction générale (elle donne les grandes orientations, planifie leur mise en œuvre, les évalue)
- 22 directions régionales (elles définissent et mettent en œuvre la politique de l’agence dans chaque région)
- 120 directions déléguées (elles animent et supervisent le réseau local dans le cadre du bassin d’emploi)
- 824 agences locales (dont 6 nouvelles agences en 2006)[réf. souhaitée]
- 154 points relais[réf. souhaitée]
- 27 unités spécialisées[réf. souhaitée]
- 139 équipes CRP (Convention reclassement personnalisé)[réf. souhaitée]
- 46 équipes Cap vers l'entreprise (CVE)[réf. souhaitée]
- 27 Espaces Emploi International (avec l'agence nationale d'accueil des étrangers et des migrations)[réf. souhaitée]
- 8 unités spécialisées (hors réseau cadres)[réf. souhaitée]
- 8 centres de formation[réf. souhaitée]

27 631 agents à fin 2006 dont 88 % en contact direct avec les demandeurs d’emploi et les entreprises[réf. souhaitée]. Cela donne un effectif de 25807 en équivalent temps plein. 3 290 personnes ont été recrutées et formées en 2006 (dont près de 3 000 conseillers pour pourvoir les emplois alloués à la mise en place du suivi mensuel personnalisé (SMP)).

### Budget et services
En 2006, le budget (hors mesures pour l’emploi) de l’Agence s’est élevé à 2 058 millions d’euros[réf. nécessaire]. En 2006, le budget consacré aux prestations en direction des demandeurs s’est élevé à 503 millions d’euros (-4,5 % par rapport à 2005). L'Agence propose également l'accès à des prestations d'accompagnement à la recherche d'emploi (individuelles ou collectives), à la construction d'un projet professionnel, à la réalisation de bilans de compétences, au suivi des demandeurs d'emploi les plus en difficulté. Depuis 1997, le site Web de l'ANPE s'est développé par étapes successives et propose aujourd'hui la consultation en ligne quotidienne de centaines de milliers d'offres et des espaces personnels réservés aux employeurs et aux chercheurs d'emploi.
L'ANPE a la responsabilité juridique de la liste des demandeurs d'emploi. Néanmoins, depuis le 1er janvier 1996, la gestion administrative de cette liste est confiée à l'Assédic. C'est donc l'Assedic qui inscrit les demandeurs d'emploi pour le compte de l'ANPE. Cette dernière n'en conserve pas moins sa responsabilité : seule l'ANPE est habilitée à prendre une décision rétroactive d'inscription ou de radiation de la liste des demandeurs d'emploi par exemple, et toutes les contestations des chômeurs doivent lui être transmises. L'ANPE peut radier une personne de la liste dans les cas prévus par le code du travail : refus sans motif légitime d'un emploi, d'une formation, non-réponse à une convocation de l'Agence pour l'emploi, refus de se soumettre à une visite médicale, insuffisance de recherche d'emploi, fausse déclaration, refus d'une action d'insertion.

## Identités visuelles

Premier logo de l'ANPE à sa création, de 1967 à 1974
Logo de 1974 à 1989
Logo de 1989 à 1993
Logo de 1993 à 2003
Logo de 2003 à 2008

En décembre 2003, les journaux Le Canard enchaîné et Le Monde révèlent que le nouveau logotype de l'ANPE en 2003, qui représente deux demi-sphères, et qui fut retravaillé dans le cadre d'un plan de communication par l'agence de communication Euro RSCG (qui a été facturé 2 millions d'euros pour le design, et a coûté 2,4 millions d'euros pour son déploiement selon la direction) ressemble fortement à celui d'une société milanaise de technologie électrique dénommée Reggiani Illuminazione.

## Dirigeants
- Guy Servat : 13 juillet 1967 - 1er septembre 1973
- Jean-Pierre Puissochet : 1er septembre 1973[10] - 1976
- Guy Métais : 1976-1979
- Jacques Baudoin : 30 janvier 1979[11] - 26 juin 1981
- Jacques Delpy : 26 juin 1981[12] - 30 mars 1983
- Gérard Vanderpotte : 30 mars 1983[13] - 26 juillet 1990
- Jean Marimbert : 26 juillet 1990 - 24 octobre 1991
- Jean-François Colin[14] : 24 octobre 1991 - 26 août 1993
- Michel Bon : 26 août 1993[15] - 11 octobre 1995
- Michel Bernard : 11 octobre 1995[16] - 18 avril 2005
- Christian Charpy : 18 avril 2005[17] - 19 décembre 2008